# Strażnica KOP „Lipówka”
Strażnica KOP „Lipówka” – zasadnicza jednostka organizacyjna Korpusu Ochrony Pogranicza pełniąca służbę ochronną na granicy polsko-niemieckiej.

## Formowanie i zmiany organizacyjne
W 1927, w składzie 6 Półbrygady Ochrony Pogranicza, został sformowany 29 batalion odwodowy. W 1928 w skład batalionu wchodziło 7 strażnic. W latach 1928 – 1938 w strukturze organizacyjnej kompanii granicznej KOP „Filipów” funkcjonowała strażnica KOP „Lipówka”. Strażnica liczyła około 18 żołnierzy i rozmieszczona była przy linii granicznej z zadaniem bezpośredniej ochrony granicy państwowej.
W 1932 obsada strażnicy zakwaterowana była w budynku popolicyjnym. Strażnicę z macierzystą kompanią łączył trakt długości 30,1 km.

## Służba graniczna
Podstawową jednostką taktyczną Korpusu Ochrony Pogranicza przeznaczoną do pełnienia służby ochronnej był batalion graniczny. Odcinek batalionu dzielił się na pododcinki kompanii, a te z kolei na pododcinki strażnic, które były „zasadniczymi jednostkami pełniącymi służbę ochronną”, w sile półplutonu. Służba ochronna pełniona była systemem zmiennym, polegającym na stałym patrolowaniu strefy nadgranicznej, wystawianiu posterunków alarmowych, obserwacyjnych i kontrolnych stałych, patrolowaniu i organizowaniu zasadzek w miejscach rozpoznanych jako niebezpieczne, kontrolowaniu dokumentów i zatrzymywaniu osób podejrzanych, a także utrzymywaniu ścisłej łączności między oddziałami i władzami administracyjnymi.
Żołnierze ze strażnicy w Lipówce od maja 1928, oprócz ochrony granicy na przydzielonym odcinku, prowadzili również kontrolę pociągów, przejeżdżających granicę przez pobliskie przejście kolejowe, a usytuowane około 500 m od strażnicy. Celnicy Ekspozytury Celnej w Lipowce podległej Urzędowi Celnemu w Raczkach zajmowali się na przejściu sprawami celnymi, natomiast kontrolę osób dokonywali żołnierze KOP. Codziennie od strony pruskiej o godz. 8.00 przyjeżdżał pociąg towarowy, który szczegółowo sprawdzali żołnierze KOP. Po kontroli pociąg przejeżdżał granicę i przez Las Masalszczyzna dojeżdżał do Raczek. Po załadunku towarów (m.in. papierówka, konie, gęsi, raki itp.) i odprawie celnej, na tzw. trójkącie obracał się parowóz i po podczepieniu wagonów odjeżdżał w stronę Lipówki. Po ponownej kontroli przez żołnierzy KOP skład odjeżdżał do pobliskiego Reuss, gdzie odbywała się ponowna rewizja celna i paszportowa, prowadzona tym razem przez niemieckich celników.
Strażnica KOP „Lipówka” w 1932 ochraniała pododcinek granicy państwowej szerokości 9 kilometrów 500 metrów od słupa granicznego nr 202 do 214, a w 1938 pododcinek szerokości 7 kilometrów 570 metrów od słupa granicznego nr 202 do 212.
Wydarzenia
W 1932  prowadzone było dochodzenie w sprawie postępowania dowódcy strażnicy plut. Mariana Argasińskiego. Zarzucano mu kontakty z niemieckim wywiadem oraz współpracę z zawodowymi przemytnikami. W wyniku dochodzenia żandarmerii, podoficer został zdjęty ze stanowiska dowódcy strażnicy, przeniesiony do jednego z pododdziałów odwodowych w Suwałkach, a następnie do innego batalionu na granicy polsko-litewskiej. Doniesienie karne zostało skierowane do prokuratora przy WSO nr III w Wilnie.
Sąsiednie strażnice
- strażnica KOP „Wiłówka” ⇔ strażnica KOP „Wierciochy” – 1928[2], 1929[3], 1932[4], 1934[5], i 1938[6].

## Dowódcy strażnicy
- sierż. Franciszek Woźniak (VII 1928)[10]
- st. sierż. Zygmunt Deszczułka (do XII 1929),
- plut. Józef Porwał (do VII 1930),
- sierż. Kazimierz Tanajewski (do V 1931),
- plut. Marian Argasiński (1932 rok),
- sierż. Jan Kleszczyński (od II 1935 do 15 I 1939).